# 1907–1908-as magyar labdarúgó-bajnokság (első osztály)
A 7. hivatalos bajnokság. A BTC visszatért a bajnokságba, de már nem tudott meghatározó résztvevővé válni. Az FTC gyengélkedett az MTK viszont megerősödött a Postás játékosaival. A MAC egy éve veretlen volt és az MTK-val vezették a bajnokságot. Télen a MAC több jó játékosát elvesztette, így a februári FTC elleni mérkőzésen 4:2-re kikapott. Az MTK viszont veretlenül nyerte második bajnoki címét.
Ekkor született a máig fennálló bajnoki rekord, MAC-Typographia 20:0-s végeredmény.
Osztályozó mérkőzések:
- Budapesti AK - Nemzeti SC 2:1
- Typographia SC - 33 FC 0:0

Nem volt kieső, és így feljutó sem.
Az MLSZ bevezette a Magyar Kupa verseny sorozatot. Megalakult a Középiskolai Labdarúgó-szövetség, pedig a kultuszminisztérium rendelete eltiltotta a középiskolásokat a nyilvános szerepléstől. Ezt kijátszva álnéven a már nem középiskolások nevén játszottak tovább.

## A végeredmény
| # | Csapat          | J  | Gy | D | V  | Rg | Kg | Gk  | P  | Megjegyzés |
| - | --------------- | -- | -- | - | -- | -- | -- | --- | -- | ---------- |
| 1 | MTK             | 16 | 12 | 4 | -  | 45 | 15 | +30 | 28 | Bajnok     |
| 2 | Ferencvárosi TC | 16 | 11 | 3 | 2  | 62 | 27 | +35 | 25 |            |
| 3 | Magyar AC       | 16 | 11 | 2 | 3  | 83 | 20 | +63 | 24 |            |
| 4 | Újpesti TE      | 16 | 8  | 2 | 6  | 20 | 27 | -7  | 18 |            |
| 5 | Bp. Törekvés SE | 16 | 6  | 2 | 8  | 25 | 47 | -22 | 14 |            |
| 6 | Budapesti TC    | 16 | 5  | 3 | 8  | 48 | 27 | +21 | 13 |            |
| 7 | Fővárosi TC     | 16 | 4  | 2 | 10 | 26 | 48 | -22 | 10 |            |
| 8 | Budapesti AK    | 16 | 4  | 2 | 10 | 24 | 51 | -27 | 10 |            |
| 9 | Typographia SC  | 16 | 1  | - | 15 | 11 | 82 | -71 | 2  |            |

## Kereszttáblázat
|                 | MTK | FTC | MAC  | ÚTE | Törekvés | BTC | Főv.TC | BAK  | Typ. |
| --------------- | --- | --- | ---- | --- | -------- | --- | ------ | ---- | ---- |
| MTK             | XXX | 4-2 | 1-1  | 2-0 | 5-1      | 4-3 | GY     | 7-0  | 5-0  |
| Ferencvárosi TC | 3-3 | XXX | 1-7  | 6-0 | 2-2      | 2-2 | 10-4   | 4-1  | 9-1  |
| MAC             | 1-3 | 2-4 | XXX  | 1-0 | 3-1      | 4-3 | 2-2    | 16-0 | 5-2  |
| Újpesti TE      | 1-1 | 0-2 | 2-1  | XXX | 2-0      | 0-6 | 4-2    | 3-1  | 2-0  |
| Bp. Törekvés SE | 1-4 | 0-6 | 0-8  | 1-1 | XXX      | 3-2 | 2-6    | 0-1  | 1-0  |
| Budapesti TC    | 0-0 | 0-1 | 0-5  | V   | 2-3      | XXX | 5-0    | 2-1  | 17-0 |
| Fővárosi TC     | 1-2 | 1-7 | 0-5  | 2-0 | 2-4      | GY  | XXX    | 0-4  | 1-2  |
| BAK             | 1-4 | 0-3 | 1-2  | 0-1 | 3-4      | 3-3 | 0-0    | XXX  | 5-1  |
| Typographia SC  | V   | V   | 0-20 | 2-4 | 0-2      | 1-3 | 1-5    | 1-3  | XXX  |

A bajnok Magyar Testgyakorlók Köre játékosai: Domonkos László (11) - Nagy Ferenc (10), Csüdör Ferenc (11) – Bíró Gyula (13), Kürschner Izidor (14), Schaar Izidor (10) – Sebestyén Béla (8), Károly Jenő (12), Virágh Ferenc (7), Frontz Antal (11), Weisz Gyula (9). Játszott még: Szántó Károly (6), Vida II Lajos (6), Bányai Lajos (4), Ellinger Leó (4), Graham Hugó (3), Holits Ödön k. (3), Révész Béla (3), Hoffer István (2), Holub Nándor (2), Deutsch Leó (1), Ernst József (1), Knapp Miksa k.(1), Koltai József (1).
Edző:Szüsz Hugó
A 2. helyezett Ferencvárosi Torna Club játékosai: Fritz Alajos (15) - Rumbold Gyula (15), Manglitz Ferenc (14) - Weinber János (9), Bródy Sándor (14), Gorszky Tivadar (13) - Braun I Ferenc (8), Weisz Ferenc (15), Koródy I Károly (15), Schlosser Imre (15), Szeitler Károly (13). Játszott még: Rónay Zoltán (7), Schaschek Ödön (4), Medgyessy Jenő (3), Braun II Rezső (2), Halász Géza (1), Iványi László (1), Scheibel József (1).
A 3. helyezett Magyar Atlétikai Club játékosai: Bayer Jenő, Borbás Gáspár dr., Buday József, Fekete Gyula, Fábry Miklós, Fodor Rezső, Hildebrand Elemér, Kelemen I Béla, Kelemen II, Krempels József, Major II Kálmán, Makó, Medgyessy Iván, Meleghy Gyula, Niessner Aladár, Oláh Aladár, Ónody Zsigmond, Pogács, Sipos Ernő, Vangel Gyula dr., Veres Sándor.
A 4. helyezett Újpesti Torna Egylet játékosai: Deutsch, Fandl Géza, Fejér Sándor, Fürst Oszkár, Herschkovits László, Kardos I Ferenc, Kardos II Sándor, Kazár Tibor, Kuschner János, Lévay József, Ludwig Antal, Mathesz Antal, Mentschel Rezső, Muriny János, Novák Sándor, Petz Béla, Prácser Imre, Rossmann József, Surnik Béla, Szabó Ferenc, Szabó János, Szinai Mór, Vranák Lajos, Zachár Pál.
Az 5. helyezett Törekvés Sport Egylet játékosai: Csonka Kálmán, Dürr Antal k., Hauswald Károly, Hoffmann József, Izsó László k., Kauffmann Aladár, Kiss Ernő, Menich Jakab, Nyilas István, Pejtsik István, Sury Károly, Szednicsek János, Szedlyák Gusztáv, Takács Dániel, Van Beck Károly, Zeindler Antal.
A 6. helyezett Budapesti Torna Club játékosai: Bihari Ferenc k., Fehéry Ákos, Ficzere I Antal, Ficzere II Péter, Horváth József, Izsó László k., Késmárky Ákos, Leitner János, Leviczky Károly, Levák István, Molnár I Ferenc, Molnár II Imre, Molnár III Ödön, Oláh Károly, Sárkány Sándor, Schwartz Zoltán, Simon Ferenc, Szendrő Oszkár, Ujváry "Cseh" Ödön.
A 7. helyezett Fővárosi Torna Club játékosai: Beimel Miksa, Jergencz Ignác, Klingenberg, Müller Gyula, Nemetz "Német" Ernő, Noheil János, Rauch Géza, Roóz Ernő, Roóz Oszkár, Rusz Miklós, Schönfeld Aladár, Szeiff Aladár, Szentey Sándor, Weisz Károly, Weisz Márton, Wittenberg "Vértes" Miklós.
A 8. helyezett Budapesti Athletikai Klub játékosai: Gállos Sándor, Gerő Jenő, Glatter Gusztáv, Glatter Richárd, Grósz Ferenc, Grósz József, Grünwald Miksa, Halász Endre, Kormos Károly, Ligeti Ferenc, Müller József, Nagy József, Oldal Mihály, Révész Leó, Rudas Ernő, Weisz Aladár.
A 9. helyezett Typographia Sport Club játékosai: Blitz Jenő, Blitz Vilmos, Cseh Lajos, Drukesitz István, Gulyás Dezső, Herczeg Imre, Horváth Andor, Kauffmann Aladár, Komlancz Károly, Krausz I Sándor, Krausz II Ármin, Mandl Rezső, Márton László, Orsolyák József, Pilli, Rózsa, Weisz Ernő.

## Dijak
| Bajnok 1907/08   |
| MTK 2. Bajnokság |

| Az év játékosa      | Gólkirály                 |
| Domonkos László MTK | Vangel Gyula MAC (21 gól) |

## Kerületi bajnokságok
Vidéken, az 1904-ben létrehozott nyolc kerületből négyben játszottak a csapatok a kerületi bajnoki címért.
- Nyugat:

1. Győri ETO (Beleznay Károly, Bischoff Ferenc, Brunner Ferenc, Grimm Kálmán, Holicska Gusztáv, Jankó Kálmán, Krausz Nándor, Payer Imre, Payer Jenő, Szabó János, Szabó Mihály)
2. Pozsony-Újvárosi LE
3. Pozsonyi TE
- Észak:

1. Eperjesi TVE (Antal Pál, Dalstrom Károly, Gutmann Áron, Hirschfeld József, Kobulszky Károly, Kontra József, Kriebel Aladár, Kriss István, Párkányi Sándor, Uhlarik József, Wunsch Kálmán)
2. Kassai AC
3. Kassai Akadémiák SE
- Dél:

1. Kaposvári AVC (Betnár Endre, Betnár Lajos, Kálmán József, Krizsovics János, László Henrik, Péter Lajos, Oszmann Jenő, Rotter Jenő, Simon Imre dr., Simon István dr., Trabalka Imre)
2. Monori SE
3. Bácska Szabadkai AC
- Kelet:

1. Kolozsvári KASK (Brunhuber Gyula, Daumé Gyula, Fejér József, Gajzágó Tivadar, Héczey Pál, Hegyi Árpád, Holecsek Ernő, Kuntner Róbert)
2. Kolozsvári AC
3. Kolozsvári Vasutas SC
A kerületi bajnokok sem egymással, sem a fővárosi bajnokkal nem mérkőztek meg az országos bajnoki címért.